# Krešimir Pavelić (političar)
Krešimir Pavelić (Krivi Put, 9. travnja 1928. – Zagreb, 6. studenoga 2012.), pravnik i hrvatski političar.

## Mladost i život u Jugoslaviji
Krešimir Pavelić rođen je 9. travnja 1928. u Krivom Putu kraj Senja, u velikoj obitelji. Bio je diplomirani pravnik i diplomant laičke teologije u Zagrebu. Od šezdesetih godina 20. stoljeća pripadnik je tajne, ali minorne organizacije Hrvatski narodni pokret – slobodna Hrvatska koja je pod vodstvom Mate Ćavara osnovana 1. svibnja 1965. godine u Zagrebu, u doba Rankovićeva terora nad Hrvatima. U vrijeme Hrvatskog proljeća postao je direktor zagrebačkoga komunalnog poduzeća »Čistoća« i bio je član Saveza komunista Hrvatske. Iz te pozicije djelomično je pomagao sudionike "proljeća". Kasnije se suočio s optužbama zbog tzv. »kontrarevolucionarne djelatnosti«. Nakon suđenja, koje se protegnulo na sedam godina, Krešimira Pavelića i njegove suradnike osudili su na uvjetne kazne, ali je ostao bez posla.

## Djelovanje u Republici Hrvatskoj
U vrijeme uvođenja demokratskih promjena, prvo je član Hrvatske demokratske zajednice, a potom Hrvatske demokratske stranke. U nijednoj od te dvije stranke nije dobio zapaženu funkciju, a zatim se svrstava uz Antu Paradžika i Dobroslava Paragu u odbor za obnavljanje Hrvatske stranke prava koja je i osnovana 25. veljače 1990. Pavelić je postao glavni tajnik stranke, Paradžik dopredsjednik, a Paraga predsjednik.[nedostaje izvor]
Trijumvirat Paraga-Paradžik-Pavelić počeo se obračunavati s neistomišljenicima u stranci. Počinju kršiti stranačke statute i zakonske propise u svrhu podvrgavanja stranke njihovom vodstvu. S delegacijama ogranaka stranke postupa se neodgovorno pa i bahato, Krešimir Pavelić ih verbalno napada, a prednjači Paradžik. Paradžik, potpredsjednik HSP-a, na jednom je sastanku čak izjavio: "Ono što nas desetak napravi, pisat će se, a što god napravi vas sedamdeset, ne će se kontati...".
Krešimir Pavelić je, uz Paragu i Paradžika, jedan od autora knjige "Borba za hrvatsku državnu nezavisnost: od obnove do lipanjske povelje Hrvatske stranke prava" koja je izdana 1991., a određene nesimpatije u javnosti stekao je kad je u toj knjizi napisao da se pri obnovi stranke moralo posegnuti za "nižim slojevima pučanstva", implicirajući pritom da pri obnavljanju stranke nisu mogli skupiti dovoljno akademski obrazovanih građana, pošto su mnogi koje su pozvali odbili poziv iz straha od režima, pa su onda morali obratiti se radničkoj klasi.
Mjesec dana poslije toga, u srpnju, Krešimir Pavelić napušta stranku jer se ne slaže s odlukom Parage i Paradžika da se osnuju Hrvatske obrambene snage (HOS), iako je HOS postojao već i prije (na primjer, u Splitu je jedna postrojba HOS-a ustrojena već početkom 1991.). Nakon što je istupio iz stranke. Paragu optužuje da je agent američkih tajnih službi s ciljem da izaziva nemire u Hrvatskoj, a neke druge visokopozicionirane pravaše, poput Alije Šiljka, optužuje da su agenti KOS-a. 1993. godine jedan je od trojice svjedoka tužiteljstva na Vojnom sudu na postupku protiv pravaša Dobroslava Parage, Mile Dedakovića Jastreba, Ante Prkačina te Ante Đapića. Svoje optužbe u vezi stranih tajnih službi i ostale difamacije nije uspio potkrijepiti pravosudnim putem, pa su pravaši oslobođeni svih optužbi, a Paraga ga je kasnije čak i tužio zbog klevete.[nedostaje izvor]
U međuvremenu je Pavelić osnovao 1992. godine Hrvatsku demokratsku stanka prava, HDSP, a njegova stranka imala je 1994. godine oko 3500 članova, uglavnom iz Zagreba. Usprkos ratu, program svoje stranke temeljio je, osim na Starčevićevom učenju, i na učenju Stjepana Radića o pacifističkoj i mirotvornoj agitaciji za slobodu i nezavisnost. Već u to doba postojalo je mnogo pravaških stranaka, pa je Pavelić redovito koalirao s njima. Još 1997. godine Pavelić gura stranku u udrugu “Okupljanje za Hrvatsku” pod patronatom Ante Đapića kao predsjednika HSP-a. U udrugu su bili uključeni Hrvatska stranka prava (HSP), Hrvatska demokratska stranka prava (HDSP), Hrvatski narodni pokret – slobodna Hrvatska (HNP-SH), Hrvatski oslobodilački pokret (HOP) i Stranka hrvatskog državnog prava (SHDP).
1999. godine, u siječnju, Pavelić je donio odluku da će se Hrvatska demokratska stranka prava bezuvjetno priključiti Hrvatskoj stranci prava pod vodstvom Ante Đapića.
U novom tisućljeću, stranka ima ime Hrvatski pravaški pokret (iako se neko vrijeme još zvala i "Hrvatski pravaški pokret - Slobodna Hrvatska" - HPP-SH). Promjena u nazivu zapravo je rezultat udruživanja 2000. godine Hrvatske demokratske stranke prava (HDSP) i Hrvatskoga narodnog pokreta - Slobodna Hrvatska. Ta ujedinjenja stranka Hrvatski pravaški pokret 2001. godine imala je 1.897 članova, a 2005. godine ujedinila se sa strankom Hrvatski pravaši, kojoj je na čelu Dražen Keleminec, još jedan čovjek koji je otišao od Parage i to zato što ga je ovaj otjerao zbog fizičkog nasilja koje je Keleminec činio nad svojom ženom, a stranka koja je nastala ujedinjenjem Keleminčevih i Pavelićevih pravaša zvala se Hrvatski pravaši – Hrvatski pravaški pokret (HP-HPP) (iako se formalno zvala "Hrvatski nacionalni blok", ali se taj naziv nije ustalio). Farsa s imenima tu nije završila, pošto je to ime zadržala samo dvije godine, pa se od 2007. godine zove Autohtona – Hrvatska stranka prava, a predsjednik te stranke je Dražen Keleminec, dok mu je Pavelić bio mentor i počasni predsjednik. Jedan od najvećih uspjeha te stranke bilo je osvajanje jednog vijećnićkog mjesta u Koprivničko-križevačkoj županiji, što je poslužilo Kelemincu za političku trgovinu, pa mu je tako HDZ dao članstvo u upravi nogometnog kluba Slaven Belupo.
Krešimir Pavelić umro je 2012. godine nakon duge i teške bolesti. Pokopan je na Mirogoju.

## Kritike
Krešimir Pavelić ostat će, više no po svom političkom djelovanju, zapamćen po tome što je govorio na račun drugih pravaša, nerijetko svojih bivših stranačkih kolega. Osim Dobroslava Parage, Alije Šiljka i još nekih bitnih ljudi u HSP-u, na meti mu se našla i Ruža Tomašić sa svojom strankom Hrvatska stranka prava dr. Ante Starčević zbog toga što je ona uspjela registrirati stranku pod tim nazivom, a njemu to nije pošlo za rukom 1991. Naime, nakon početnog raskola u HSP-u (ako se ne računa onaj iz 1990. kad su otišli Blažeković i Bićanić i osnovali svoju pravašku stranku) uzrokovanog osnivnanjem HOS-a, Pavelić i još neki nezadovoljni članovi osnovali su stranku pod imenom HSP dr. Ante Starčević, ali je Paraga Upravnom sudu RH podnio tužbu jer je smatrao da je nedopustivo da novoosnovana stranka nosi to ime. Upravni sud je tužbu prihvatio, pa je Pavelić morao promijeniti naziv u Hrvatska demokratska stranka prava.
Pavelić je napisao čak dvije knjige u kojoj se bavi svojim političkim protivnicima, bivšim kolegama, na pravaškoj sceni.
Iako češće upućujući kritike, i sam je nekad bio meta istih. Tako ga je Zvonimir Puškaš, predsjednik Hrvatskog demokratskog nacionalizma (HDN), optužio da je “izigrao, te je svojim ponašanjem, hipokrizijom i intrigama izvršio uzurpaciju vodstva HSP-a jer je pored Odbora HDN-a za obnavljanje HSP-a Krešimir Pavelić sudjelovao u drugom tj. svom inicijativnom odboru za obnavljanje HSP-a koji je registrirao HSP kao političku stranku". Puškaš je, kako sam kaže, na taj način izigran i preduhitren. Iza Puškaševih tvrdnji stajao je i Goran Ante Blažeković, jedan od obnovitelja HSP-a, koji je smatrao da je "HSP hitno obnovljena s određenim raskolom jer je zaobiđen poticajni pravaški krug s Puškašem na čelu sve kako bi Ante Paradžik i Krešimir Pavelić sebi osigurali vodeće pozicije" i da je "na neki način izigrana i hrvatska politička emigracija, posebice Hrvatski oslobodilački pokret (HOP) čiji je predsjednik Srećko Pšeničnik iz emigracije djelovao i poticao pripreme za obnovu HSP-a". Zlatko Tomičić ga je, pak, optužio da je početkom 90-ih bio protiv samostalne Hrvatske.